# John Molony
John Neylon Molony (15 de abril de 1927 – 16 de septiembre de 2018) fue un historiador y escritor australiano. Fue profesor emérito de Historia en la Universidad Nacional Australiana (ANU).
La larga carrera académica de Molony en la ANU comenzó en 1964, cuando trabajaba como asistente de investigación en historia medieval en la facultad de Ciencias Sociales. Se convertiría en jefe del departamento de Historia y ocuparía la cátedra Manning Clark de Historia australiana desde 1982 hasta su jubilación de la universidad en 1990. Tras su jubilación, la ANU nombró a Molony como profesor emérito de historia.
Tras su retiro de la ANU en 1990, Molony fue nombrado profesor Keith Cameron de Historia Australiana en la University College Dublin. Ocupó este cargo hasta 1993.
En 1993, a su regreso a Australia, Molony fue nombrado miembro de la Cátedra de Investigación de Historia de la Fundación en la Universidad Católica Australiana en Canberra. Dejó la Universidad en julio de 1996.
Durante el curso de su carrera, Molony publicó una gran número de trabajos y estudios de diferentes temas como las encíclicas del Papa León XIII o la historia del  forajido australiano Ned Kelly. También fue autor de numerosos artículos periodísticos y periodísticos, capítulos de libros y reseñas literarias. De todos sus trabajos publicados, Molony dijo que creía que su libro de 2000, The Native-Born: The First White Australians, sería juzgado como su contribución original más significativa a la escritura de la historia australiana.El historiador dijo en una entrevista: "Digo esto porque a los nativos nunca se les había dado la consideración seria que merecen por su contribución a la creación de nuestra nación. Más que cualquier otro elemento, incluido el elemento convicto, ellos nos hicieron lo que. nosotros en gran medida permanecemos hoy".

## Obra seleccionada
- The Roman Mould of the Australian Catholic Church, Melbourne, Melbourne University Press, 1969
- An Architect of Freedom: John Hubert Plunkett in New South Wales, 1832–1869, Canberra, ANU Press, 1973 ·
- The Emergence of Political Catholicism in Italy: Partito Popolare, 1919–1926, Londres, Croom Helm, 1977
- I Am Ned Kelly, Melbourne, Allen Lane, 1980
- Eureka, Melbourne, Viking, 1984
- The Penguin Bicentennial History of Australia, Melbourne, Viking, 1987
- The Worker Question: A New Historical Perspective on Rerum Novarum, Melbourne, Collins Dove, 1991
- A Soul Came into Ireland: Thomas Davis, 1814–1845, Dublín, Geography Publications, 1995
- The Native-Born: The First White Australians, Melbourne, Melbourne University Press, 2000
- Australia: Our Heritage, Melbourne, Australian Scholarly Publishing, 2005
- Captain James Cook: Claiming the Great South Land, Connor Court Publishing, 2016